# Asterolecaniidae
Famille
Les Asterolecaniidae sont une famille de cochenilles.

## Liste des genres
Selon BioLib (14 octobre 2024) :
- Asterodiaspis Signoret, 1877
- Asterolecanium Targioni Tozzetti, 1868
- Bambusaspis Cockerell, 1902
- Frenchia Maskell, 1892
- Mycococcus Ferris, 1952
- Palmaspis Bodenheimer, 1951
- Planchonia Signoret, 1870
- Russellaspis Bodenheimer, 1951